# Schwenck
Cléber Schwenck Tiene, plus communément appelé Schwenck, est un footballeur brésilien né le 8 février 1979. Il est attaquant.

## Palmarès
- Championnat de Corée du Sud:
  - Vainqueur: 2007
- Championnat de Brasilia:
  - Vainqueur: 2002
- Championnat du Minas Gerais:
  - Vainqueur: 2004
- Championnat de Santa Catarina:
  - Vainqueur: 2006
- Championnat de Bahia:
  - Vainqueur: 2010
- Coupe du Nordeste:
  - Vainqueur: 2010
- Championnat de l'Alagoas:
  - Vainqueur: 2013
- Championnat du Brésil D2:
  - Vainqueur: 2014
- Championnat de Rio de Janeiro D2:
  - Vainqueur: 2016